# Rockstar (Post Malone)
Rockstar is een nummer van de Amerikaanse rapper Post Malone uit 2017, in samenwerking met de Amerikaanse rapper 21 Savage. Het is de tweede single van Post Malones tweede studioalbum Beerbongs & Bentleys.
In "Rockstar" vergelijkt Post Malone zijn eigen gewoonten met een rock-'n-roll-leven. Het nummer haalde in veel landen de nummer 1-positie, ook in de Amerikaanse Billboard Hot 100. In de Nederlandse Top 40 haalde het nummer de 4e positie, en in de Vlaamse Ultratop 50 kwam het een plekje lager.